# Nennimpedanz
Die Nennimpedanz ist in der Elektrotechnik und Elektroakustik (Audio) die frequenzabhängige Impedanz am Eingang und/oder am Ausgang eines elektrischen Gerätes, die im mittleren Frequenzbereich bei der Frequenz 1 kHz in den technischen Daten im Datenblatt angegeben wird. Ihre Maßeinheit ist das Ohm.
- Bei Kopfhörern hat sich ein Industriestandard entwickelt, der eine Nennimpedanz (Eingangsimpedanz) zwischen 50 und 600 Ohm empfiehlt.
- Bei Lautsprechern sind 4 Ohm, 8 Ohm, seltener 16 Ohm als Nennimpedanz (Eingangsimpedanz) (bei f = 1 kHz) üblich, auch 6 Ohm sind noch zu finden.
- Bei Studiomikrofonen liegt der Industriestandard bei einer Nennimpedanz (Ausgangsimpedanz) unter 200 Ohm. Beim Mikrofon sollte die minimale Abschlussimpedanz (Eingangsimpedanz) mehr als den fünffachen Wert der Mikrofon-Nennimpedanz oder anders ausgedrückt, die Eingangsimpedanz des folgenden Mikrofonvorverstärkers sollte mindestens den fünffachen Wert der Mikrofon-Nennimpedanz haben, um das Mikrofonsignal nicht unnötig in der Spannung zu bedämpfen.

Verstärker haben eine Eingangsimpedanz und eine Ausgangsimpedanz, deren Werte sehr unterschiedlich sind. Darum gibt es vielfältige Probleme, wenn Heimnorm und Studionorm aufeinandertreffen; von symmetrisch und unsymmetrisch und den unterschiedlichsten Steckernormen gar nicht zu sprechen.
Die Bezeichnung der Impedanzen ist recht unterschiedlich und verwirrend. So wird die Eingangsimpedanz eines Geräts (z. B. Lautsprecher) im Sprachgebrauch auch Außenwiderstand Ra, Eingangswiderstand, Lastwiderstand und Abschlusswiderstand genannt und die Ausgangsimpedanz eines Geräts (z. B. Mikrofon) heißt auch Innenwiderstand Ri, Ausgangswiderstand und Quellwiderstand. Probleme gibt es, wenn Ra als Außenwiderstand mit dem „Ausgangswiderstand“ Ri verwechselt wird, denn das sind zwei verschiedene „Impedanzen“.
Für die Studiotechnik sind die Impedanzen im IRT-Pflichtenheft 3/5 für Tonregieanlagen festgelegt.
Ein Übertrager selber hat keine Nennimpedanz; er übersetzt einer angeschlossenen Impedanz von der Primärseite auf die Sekundärseite und zurück.

## Die Impedanzen mit den unterschiedlichen Namen
| Ri                 | Ra                  |
| Innenwiderstand    | Außenwiderstand     |
| Quellwiderstand    | Lastwiderstand      |
| Ausgangswiderstand | Eingangswiderstand  |
| –                  | Abschlusswiderstand |

In der Tontechniker-Sprache wird üblicherweise statt "Impedanz" das Wort "Widerstand" gewählt.